# Батрахозаври
Батрахозаври (Batrachosauria від грец. βάτραχο- — «жаба» + σαῦρος — «ящір») — назва дуже подібних до рептилій амфібій, що датуються кам'яновугільним та пермським періодами, або амніотів та дуже близьких до них земноводних. У сучасних кладистичних схемах Batrachosauria є сестринською кладою до Anthracosauroidea.
Найбільш високорозвинені батрахозаври — сеймуріаморфи за будовою черепа і ряду інших ознак подібні до плазунів, що має суттєве значення для з'ясування еволюції хребетних. Залишки батрахозаврів — лантанозуха і котласії — знайдені на території колишнього СРСР.
На думку окремих дослідників, батрахозаври можуть бути предками рептилій.